# Hoffmann-Pfeifhase
Der Hoffmann-Pfeifhase (Ochotona hoffmanni) ist eine Säugetierart aus der Familie der Pfeifhasen (Ochotonidae) innerhalb der Hasenartigen (Lagomorpha). Ihr Verbreitungsgebiet umfasst nur zwei Gebirgsregionen in der Mongolei und Russland. Die Art wurde nach dem US-amerikanischen Mammalogen Robert S. Hoffmann benannt.

## Verbreitung

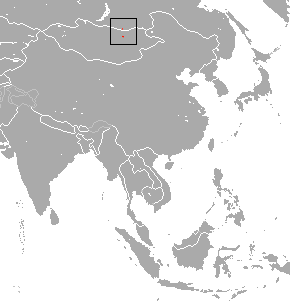
Verbreitungsgebiet von Ochotona hoffmanni

Der Hoffmann-Pfeifhase ist nur aus zwei Gebirgszügen in der Mongolei und Russland bekannt. In der Mongolei handelt es sich dabei um den Hentiyn-Nuruu-Gebirgszug des Bayan-Ulan-Gebirges (Chentii-Gebirge), in Russland um die Erman-Berge im Jablonowygebirge in der Oblast Tschita im mongolisch-russischen Grenzgebiet. Die Gesamtfläche des Verbreitungsgebiets beträgt dabei etwa 600 Quadratkilometer.

## Lebensweise
Über die Lebensweise dieses Pfeifhasen liegen keine Informationen vor. Der Lebensraum besteht aus steinigen Flächen und Böschungen.

## Systematik
Der Hoffmann-Pfeifhase wird als eigenständige Art den Pfeifhasen (Gattung Ochotona) und der Untergattung Pika zugeordnet, Unterarten sind nicht bekannt. Bei der Erstbeschreibung im Jahr 1996 wurde das Taxon als Unterart des Altai-Pfeifhasen (Ochotona alpina) betrachtet, jedoch 1999 aufgrund von morphologischen Merkmalen sowie Merkmalen der Bioakustik und des Genoms als eigenständige Art anerkannt.

## Gefährdung und Schutz
Die Art wird von der International Union for Conservation of Nature and Natural Resources (IUCN) aufgrund ihres sehr kleinen Verbreitungsgebietes als bedroht (endangered) eingestuft. Als Bedrohung für den Bestand werden vor allem die Effekte der Globalen Erwärmung betrachtet, da die Art empfindlich auf Temperaturveränderungen reagiert und keine Möglichkeit besteht, andere Lebensräume zu erreichen.

## Belege
1. 1 2 3 4 5  Ochotona hoffmanni in der Roten Liste gefährdeter Arten der IUCN 2012.2. Eingestellt von: Andrew T. Smith, C. H. Johnston, 2008. Abgerufen am 1. Januar 2013.
2. 1 2  Don E. Wilson & DeeAnn M. Reeder (Hrsg.):  Ochotona hoffmanni (Memento des Originals vom 26. Januar 2017 im Internet Archive)  Info: Der Archivlink wurde automatisch eingesetzt und noch nicht geprüft. Bitte prüfe Original- und Archivlink gemäß Anleitung und entferne dann diesen Hinweis. in Mammal Species of the World. A Taxonomic and Geographic Reference (3rd ed).